# Kirche Agia Marina (Kazarma)

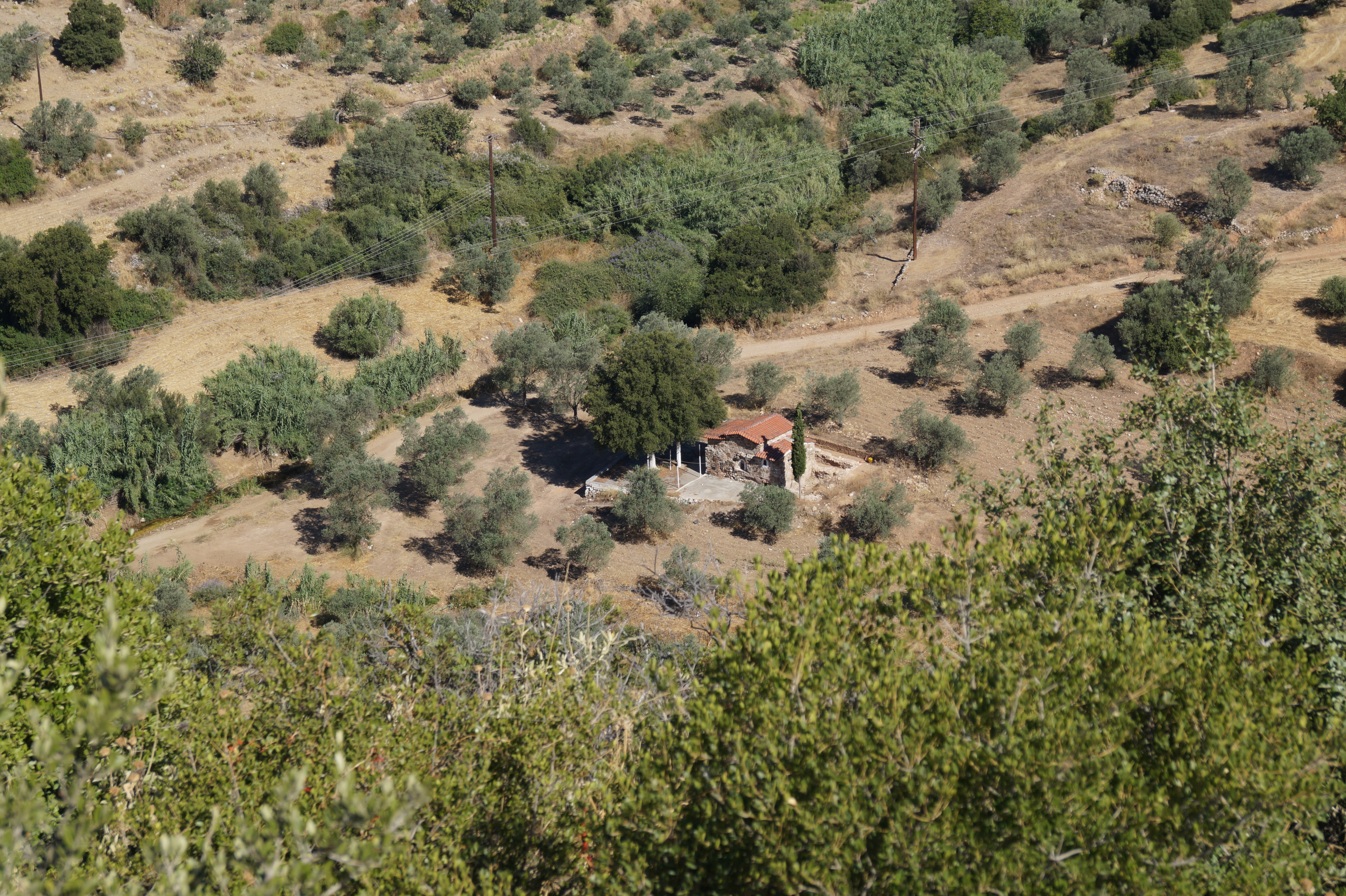
Blick von der Akropolis von Kazarma auf die Kirche Agia Marina

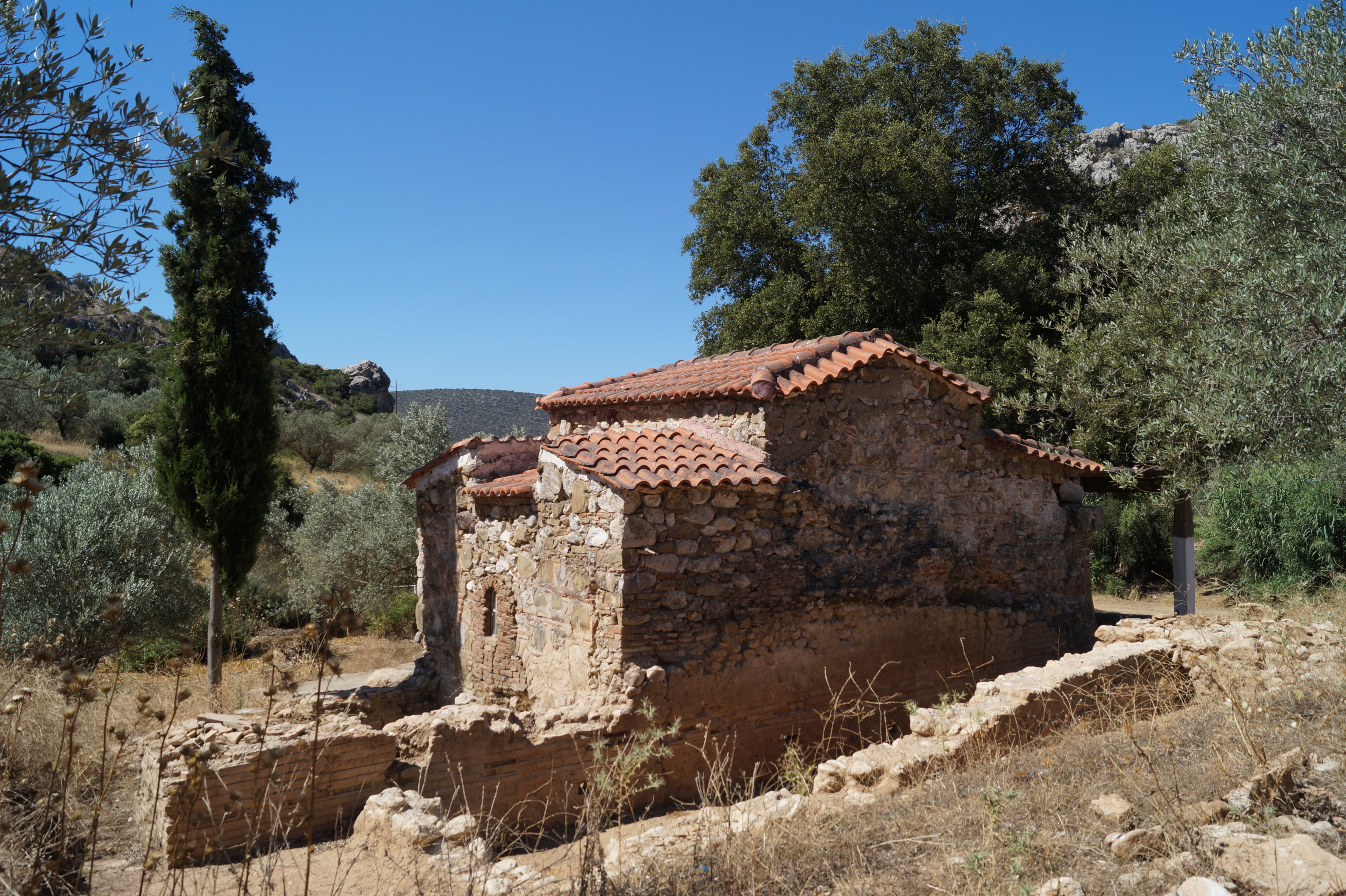
Blick von Norden auf die Kirche Agia Marina

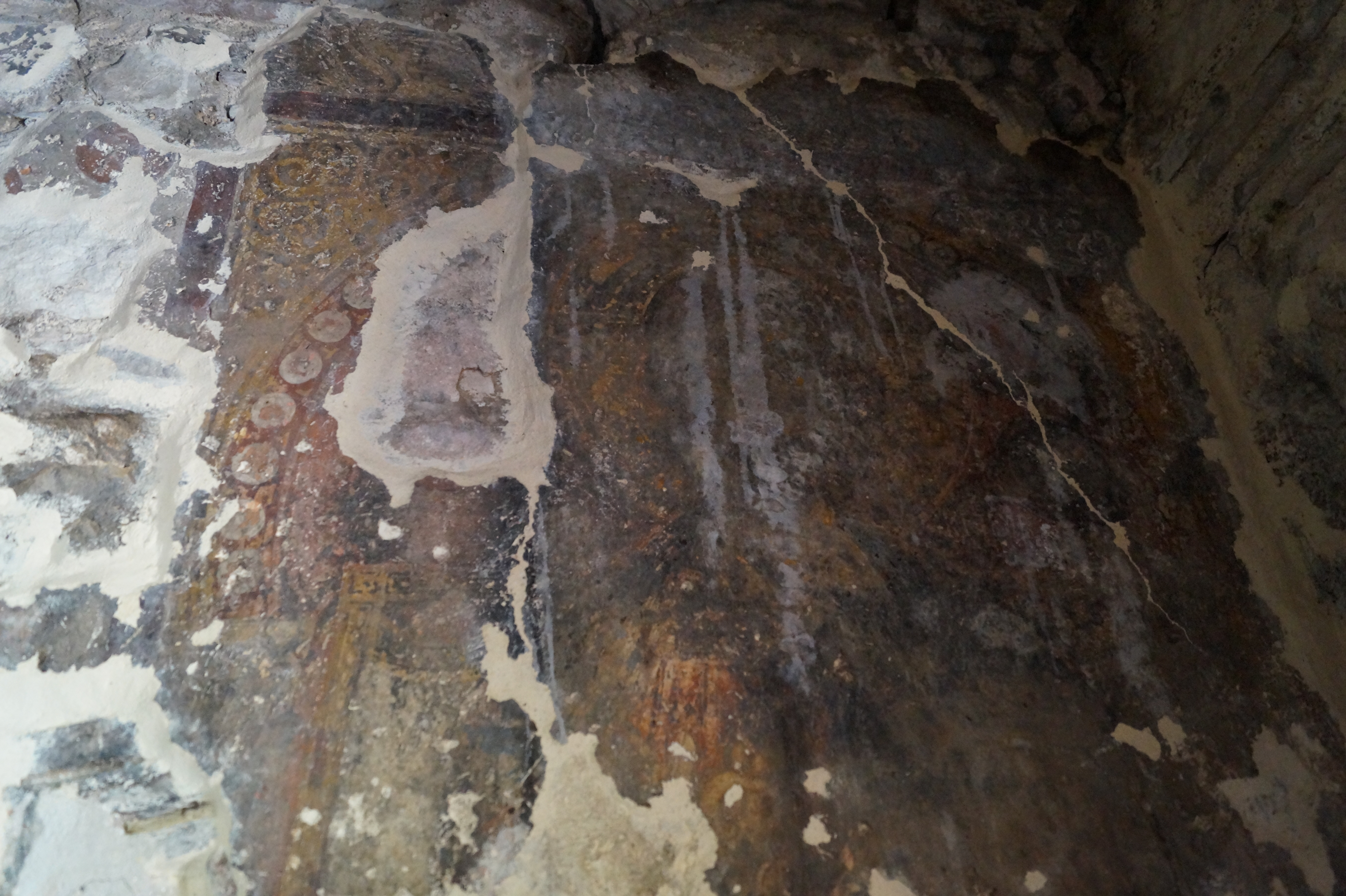
Fresko auf dem südlichen Teil der Ikonostase

Agia Marina (griechisch Αγία Μαρίνα) ist eine byzantinische Dachtranseptkirche bei dem griechischen Ort Metochi auf dem Peloponnes. Sie ist eines der ältesten christlichen Bauwerke in der Argolis. Die Kirche steht am nordwestlichen Fuß des Hügels, auf dem die Akropolis von Kazarma errichtet wurde, bei dem Zusammenfluss zweier Bäche. Sie ist der heiligen Margareta von Antiochia geweiht und alljährlich am 17. Juni pilgern die Einwohner Metochis hierher um den Gedenktag der Heiligen zu begehen.

## Beschreibung
Die Kirche erreicht man am einfachsten über einen Feldweg, der bei der sogenannten Kazarma-Brücke nach Norden führt. Man passiert die Ruinen einer Horizontalrad-Wassermühle und erreicht nach etwa 500 m den Standort. Der rechteckige Bau ist etwa 8 m lang und 4 m breit und wurde auf den Mauern eines römischen Ziegelbaus errichtet. Wie bei fast allen Kirchen in Griechenland ist der Chor nach Osten ausgerichtet. Der mit einem Vordach geschützte Eingang liegt im Westen. In der Mitte des Gebäudes gibt es ein höhergelegenes Querschiff, wodurch die Kirche eine Kreuzform erhält. Die Mauern wurden aus Steinen und dünnen Ziegeln errichtet, wobei sich stellenweise Lagen von Steinen und Ziegeln abwechseln und stellenweise nur Steine oder Ziegel verwendet wurden. Im Süden gibt es zwei Fenster, eines im Querschiff und eines im hinteren Teil des Gebäudes und eines am Chor im Osten. Im Norden gibt es keine Fenster. Die außergewöhnliche innere Raumaufteilung deutet sich schon anhand des Dachs über dem Chor an. So liegt das mittlere Pultdach niedriger als die äußeren Pultdächer und während jene zu den Seiten abfallen, fällt das mittlere nach Osten ab.
Der Naos wird durch eine Quermauer in zwei Teile geteilt. Diese Mauer trägt den westlichen Teil das Tonnengewölbe des Querschiffs und hat einen Durchgang mit Spitzbogen. Auch im Osten trägt eine zweite Mauer, die gleichzeitig die Ikonostase bildet, das Querschiff. Durch die Ikonostase führen in der Mitten ein niedriger und im Norden ein hoher Durchgang. Es ist erkennbar, dass auch im Süden ein hoher Durchgang existierte, der jedoch später zugemauert wurde. An der südlichen Ikonostase, im Süden des Querschiffs und in den Bögen der Durchgänge sind noch Teile der Fresken erhalten.
Der Chor ist durch Mauern in drei Schiffe geteilt. Im mittleren befindet sich der Altar. Das südliche Schiff ist, da der einstige Zugang zugemauert wurde, nur durch einen schmalen Durchgang vom mittleren Schiff zu erreichen.